# Metalimnobia (Metalimnobia) hedone
Metalimnobia (Metalimnobia) hedone is een tweevleugelige uit de familie steltmuggen (Limoniidae). De soort komt voor in het Oriëntaals gebied.